# (38111) 1999 JQ26
1999 JQ26 (asteroide 38111) é um asteroide da cintura principal. Possui uma excentricidade de 0.22539770 e uma inclinação de 3.22859º.
Este asteroide foi descoberto no dia 10 de maio de 1999 por LINEAR em Socorro.